# Campanha do Camboja
Campanha do Camboja (também conhecida como Incursão no Camboja) foi uma série de operações militares realizadas no Leste do Camboja em meados de 1970 pelos Estados Unidos e a República do Vietnã (ou Vietnã do Sul) durante a Guerra do Vietnã. Um total de 13 grandes operações foram realizadas pelo Exército da República do Vietnam entre 29 de Abril e 22 de Julho e pelas forças norte-americanas entre 1 de Maio e 30 de Junho.
O objetivo da campanha era a derrota dos cerca de 40 mil soldados do Exército do Povo do Vietnam e a Frente Nacional para a Libertação do Vietname (FNL, também conhecido como Viet Cong), que foram instalados em regiões de fronteira oriental do Camboja. Tão grande como um prêmio, a derrota dessas forças viu a possibilidade de ocupação e destruição de grandes áreas de bases e santuários comunistas, que tinha sido protegido pela neutralidade do Camboja desde a sua criação em 1966. Quanto aos EUA, estavam preocupados essa linha de ação que deveria fornecer um escudo atrás da política de vietnamização e à retirada das forças norte-americanas do Vietnã do Sul que poderia prosseguir sem ser molestada.
Uma mudança no governo cambojano permitiu uma abertura de oportunidade para a destruição das areas de base em 1970, quando o príncipe Norodom Sihanouk foi deposto e substituído pelo general pró-americano Lon Nol. As operações militares aliadas não conseguiram eliminar muitas das tropas comunistas ou capturar a sua sede, conhecido como o Gabinete Central do Vietnã do Sul (COSVN), mas o transporte de material capturado no Camboja levando a afirmações de sucesso e  vitória que permanece controverso até hoje. As ações de bombardeios norte-americanos no Camboja levou um povo exasperado aos braços de um movimento guerrilheiro que até então recebera um apoio relativamente limitado da população, provocando a expansão da guerra do Vietnã no interior do Camboja, um golpe de estado em 1970, a rápida ascensão do Khmer Vermelho e, em última instância, ao genocídio cambojano.

## Cobertura da revista Time
- «Upsetting the Balance». Time. 23 de março de 1970. Consultado em 10 de abril de 2007
- «Danger and Opportunity in Indochina». Time. 30 de março de 1970. Consultado em 10 de abril de 2007
- «The Royal Jugglers of Southeast Asia». Time. 30 de março de 1970. Consultado em 10 de abril de 2007
- «Mounting Uneasiness in Southeast Asia». Time. 6 de abril de 1970. Consultado em 10 de abril de 2007
- «The Nixon Doctrine's Test in Indochina». Time. 13 de abril de 1970. Consultado em 10 de abril de 2007
- «The Three-Theater War». Time. 13 de abril de 1970. Consultado em 10 de abril de 2007
- «Indochina's Crumbling Frontiers». Time. 20 de abril de 1970. Consultado em 10 de abril de 2007
- «A New Horror in Indochina». Time. 27 de abril de 1970. Consultado em 10 de abril de 2007
- «Cambodia: Communists on the Rampage». Time. 4 de maio de 1970. Consultado em 10 de abril de 2007
- «Between the Lines». Time. 4 de maio de 1970. Consultado em 10 de abril de 2007
- «The New Burdens of War». Time. 11 de maio de 1970. Consultado em 10 de abril de 2007
- «At War with War». Time. 18 de maio de 1970. Consultado em 10 de abril de 2007
- «In Search of an Elusive Foe». Time. 18 de maio de 1970. Consultado em 10 de abril de 2007
- «Ten Days--or Ten Years». Time. 18 de maio de 1970. Consultado em 10 de abril de 2007
- «Congress v. the President». Time. 25 de maio de 1970. Consultado em 10 de abril de 2007
- «Cambodia: Now It's 'Operation Buy Time'». Time. 25 de maio de 1970. Consultado em 10 de abril de 2007
- «Exodus on the Mekong». Time. 25 de maio de 1970. Consultado em 10 de abril de 2007
- «Nixon's Campaign for Confidence». Time. 25 de maio de 1970. Consultado em 10 de abril de 2007
- «Cambodia: Toward War by Proxy». Time. 1 de junho de 1970. Consultado em 10 de abril de 2007
- «The Senate: Unloving Acts». Time. 1 de junho de 1970. Consultado em 10 de abril de 2007
- «The Widening Cracks in Nixon's Cabinet». Time. 1 de junho de 1970. Consultado em 10 de abril de 2007
- «Cambodia: A Cocky New ARVN». Time. 8 de junho de 1970. Consultado em 10 de abril de 2007
- «Indochina: More and More Fighters». Time. 15 de junho de 1970. Consultado em 10 de abril de 2007
- «No Confidence on Cambodia». Time. 22 de junho de 1970. Consultado em 10 de abril de 2007
- «Indochina: The Rising Tide of War». Time. 22 de junho de 1970. Consultado em 10 de abril de 2007
- «New Dangers in Cambodia». Time. 29 de junho de 1970. Consultado em 10 de abril de 2007
- «The Cambodian Venture: An Assessment». Time. 6 de julho de 1970. Consultado em 10 de abril de 2007
- «Cambodia: Struggle for Survival». Time. 13 de julho de 1970. Consultado em 10 de abril de 2007
- «Winding Up the Cambodian Hard Sell». Time. 13 de julho de 1970. Consultado em 10 de abril de 2007
- «Gloom in the Land of Smiles». Time. 27 de julho de 1970. Consultado em 10 de abril de 2007
- «The Discreet US Presence». Time. 3 de agosto de 1970. Consultado em 10 de abril de 2007